# 1835
| [ Edytuj tabelę ]                                   | |
| Król Polski (tytularny)                             | - 1831 Mikołaj I Romanow 1855 |
| Emir Afganistanu                                    | - 1818 Al-Rajuo Ballaha 1842 |
| Współksiążęta Andory                                | - 1827 Simó Rojas de Guardiola y Hortoneda 1851 - 1830 Ludwik Filip I 1848 |
| Prezydent Argentyny                                 | - 1834 Manuel Vicente Maza 1835 - 1835 gen. Juan Manuel de Rosas 1852 |
| Cesarz Austrii                                      | - 1804 Franciszek II Habsburg 1835 - 1835 Ferdynand I Habsburg 1848 |
| Król Bawarii                                        | - 1825 Ludwik I 1848 |
| Król Belgów                                         | - 1831 Leopold I 1865 |
| Premier Belgii                                      | - 1834 Barthélemy Théodor de Theux de Meylandt 1840 |
| Prezydent Boliwii                                   | - 1829 Andrés de Santa Cruz 1839 |
| Cesarz Brazylii                                     | - 1831 Pedro II 1889 |
| Sułtan Brunei                                       | - 1829 Omar Ali Saifuddin II 1852 |
| Prezydent Chile                                     | - 1831 José Joaquín Prieto 1841 |
| Cesarz Chin                                         | - 1820 Daoguang 1850 |
| Król Czech                                          | - 1792 Franciszek II Habsburg 1835 - 1835 Ferdynand I Habsburg 1848 |
| Król Danii                                          | - 1808 Fryderyk VI 1839 |
| Dalajlama                                           | - 1816 Cultrim Gjaco 1837 |
| Władca Egiptu                                       | - 1805 Muhammad Ali 1848 |
| Prezydent Ekwadoru                                  | - 1834 Vicente Rocafuerte 1839 |
| Premier Francji                                     | - 1834 Édouard Mortier 1835 - 1835 Achille Charles de Broglie 1836 |
| Król Francji                                        | - 1830 Ludwik Filip I 1848 |
| Król Grecji                                         | - 1831 Otton I 1862 |
| Prezydent Haiti                                     | - 1818 Jean-Pierre Boyer 1843 |
| Król Hawajów                                        | - 1824 Kamehameha III 1854 |
| Król Hiszpanii                                      | - 1833 Izabela II 1868 |
| Król Holandii                                       | - 1815 Wilhelm I 1840 |
| Szach Iranu                                         | - 1834 Mohammad Szah 1848 |
| Państwo Wielkich Mogołów                            | - 1806 Akbar Szah II 1837 |
| Król Irlandii                                       | - 1830 Wilhelm IV Hanowerski 1837 |
| Cesarz Japonii                                      | - 1817 Ninkō 1846 |
| Kalif                                               | - 1808 Mahmud II 1839 |
| Prezydent Kolumbii                                  | - 1832 Francisco de Paula Santander 1837 |
| Patriarcha Konstantynopola                          | - 1834 Konstancjusz II 1835 - 1835 Grzegorz VI 1840 |
| Władca Korei                                        | - 1834 Hŏnjong 1849 |
| Emir Kuwejtu                                        | - 1814 Dżabir I 1859 |
| Książę Liechtensteinu                               | - 1805 Jan I 1836 |
| Wielki książę Luksemburga                           | - 1815 Wilhelm I 1840 |
| Sułtan Maroka                                       | - 1822 Abd ar-Rahman 1859 |
| Prezydent Meksyku                                   | - 1833 Antonio López de Santa Anna 1835 - 1835 Miguel Barragán 1836 |
| Książę Monako                                       | - 1819 Honoriusz V 1841 |
| Król Nepalu                                         | - 1816 Rajendra 1847 |
| Premier Nepalu                                      | - 1806 Bhimsen Thapa 1837 |
| Król Norwegii                                       | - 1818 Karol III Jan 1844 |
| Sułtan Omanu                                        | - 1807 Sa’id ibn Sultan 1856 |
| Papież                                              | - 1831 Grzegorz XVI 1846 |
| Konsul Paragwaju                                    | - 1814 José Gaspar Rodríguez de Francia 1840 |
| Książę Parmy i Piacenzy                             | - 1814 Maria Ludwika 1847 |
| Prezydent Peru                                      | - 1834 Luis José de Orbegoso 1835 - 1835 Felipe Santiago Salaverry 1836 |
| Król Portugalii                                     | - 1834 Maria II 1853 |
| Król Prus                                           | - 1797 Fryderyk Wilhelm III 1840 |
| Car Rosji                                           | - 1825 Mikołaj I 1855 |
| Król Saksonii                                       | - 1827 Antoni Wettyn 1836 |
| Kapitanowie Regenci San Marino                      | - 1834 Giuliano Malpeli Pietro Tassini 1835 - 1835 Francesco Maria Belluzzi 1835 - 1835 Raffaele Gozi 1835 - 1835 Pietro Zoli 1835 - 1835 Giambattista Bonelli Bartolomeo Bartolotti 1836 |
| Książę Serbii                                       | - 1815 Miłosz I Obrenowić 1839 |
| Król Sardynii                                       | - 1831 Karol Albert 1849 |
| Król Szwecji                                        | - 1818 Karol XIV Jan 1844 |
| Król Tajlandii                                      | - 1824 Rama III 1851 |
| Sułtan Turków                                       | - 1808 Mahmud II 1839 |
| Prezydent Urugwaju                                  | - 1834 Carlos Anaya (p.o.) 1835 - 1835 Manuel Oribe 1838 |
| Prezydent USA                                       | - 1829 Andrew Jackson 1837 |
| Prezydent Wenezueli                                 | - 1830 José Antonio Páez 1835 - 1835 Andrés Navarte 1835 - 1835 José María Vargas 1835 - 1835 José María Carreño 1835 - 1835 José María Vargas 1836                                       |
| Król Węgier                                         | - 1792 Franciszek 1835 - 1835 Ferdynand VI 1848 |
| Monarcha Wielkiej Brytanii                          | - 1830 Wilhelm IV 1837 |
| Premier Wielkiej Brytanii                           | - 1834 Robert Peel 1835 - 1835 William Lamb 1841 |
| Cesarz Wietnamu                                     | - 1820 Minh Mạng 1841 |
| Prezydent Zjednoczonych Prowincji Ameryki Środkowej | - 1830 Francisco Morazán 1839 |

Rok 1835 / MDCCCXXXV
stulecia: XVIII wiek ~
XIX wiek ~
XX wiek

dziesięciolecia:
1800–1809 •
1810–1819 •
1820–1829 •
1830–1839
• 1840–1849
• 1850–1859
• 1860–1869

lata: 1825 «
1830 «
1831 «
1832 «
1833 «
1834 «
1835
» 1836
» 1837
» 1838
» 1839
» 1840
» 1845

## Wydarzenia w Polsce
- 12 czerwca – we Lwowie odbyła się premiera komedii Dożywocie Aleksandra Fredry.

- Zjazd w Cieplicach: mocarstwa rozbiorowe zawarły tajny układ przewidujący włączenie Wolnego Miasta Krakowa do Austrii (nastąpiło to dopiero w 1846).

## Wydarzenia na świecie
- 7 stycznia – w Belém, stolicy brazylijskiej prowincji Pará doszło do wybuchu powstania biedoty.
- 8 stycznia – Andrew Jackson jako jedyny Prezydent USA spłacił ostatnią ratę długu publicznego.
- 25 stycznia – w Théâtre Italien w Paryżu odbyła się premiera opery Purytanie Vicenza Belliniego.
- 26 stycznia – królowa Portugalii Maria II poślubiła księcia Leuchtenbergu, Karola Augusta.
- 30 stycznia – pierwszy w historii zamach na prezydenta USA: w Waszyngtonie (w budynku na Kapitolu) chory psychicznie Richard Lawrence strzelił z dwóch pistoletów do Andrew Jacksona, chybiając celu.
- 1 lutego – na Mauritiusie zostało zniesione niewolnictwo.
- 15 lutego – uchwalono konstytucję Serbii.
- 20 lutego – w wyniku trzęsienia ziemi o sile 8,2 stopnia w skali Richtera i wywołanego przez nie tsunami w chilijskim mieście Concepción zginęło około 50 osób.
- 28 lutego – Elias Lönnrot opublikował pierwsze wydanie Kalevali.
- 2 marca – Ferdynand I został cesarzem Austrii.
- 5 marca – Samuel Colt założył w Peterson w stanie New Jersey Patent Arms Manufacturing Company, gdzie rozpoczął produkcję rewolwerów.
- 28 marca – Campos w Brazylii otrzymało prawa miejskie.
- 18 kwietnia – William Lamb, 2. wicehrabia Melbourne został drugi raz premierem Wielkiej Brytanii.
- 5 maja – otwarto linię kolejową Bruksela-Mechelen.
- 27 maja – João Carlos Saldanha de Oliveira e Daun został premierem Portugalii.
- 30 maja – spłonął Teatr Miejski w Mińsku.
- 17 czerwca – Sarah Knox Taylor, córka generała i przyszłego prezydenta USA Zachary’ego Taylora, wyszła za mąż za Jeffersona Davisa, przyszłego jedynego prezydenta Skonfederowanych Stanów Ameryki. Trzy miesiące później zmarła na malarię.
- 14 sierpnia – Jacob Perkins uzyskał rejestrację pierwszej maszyny zamrażającej z użyciem eteru.
- 25 sierpnia – nowojorski New York Sun rozpoczął publikację artykułów o odkryciu życia na Księżycu – „ang. Great Moon Hoax”.
- 30 sierpnia – w Australii założono miasto Melbourne.
- 15 września – Karol Darwin na pokładzie HMS Beagle dopłynął na Galapagos.
- 20 września – rozpoczęło się Powstanie Farrapos, zryw społeczny farmerów oraz biedoty przeciwko władzy Cesarstwa Brazylii.
- 11 października – Rosja: wprowadzono nowy system miar.
- 7 listopada – powstał pierwszy rząd Republiki Teksasu.
- 16 listopada – pojawiła się Kometa Halleya.
- 1 grudnia – Hans Christian Andersen wydał pierwszy zbiór baśni.
- 20 grudnia – ogłoszono niepodległość Teksasu.
- 29 grudnia – niewielka grupa Czirokezów podpisała z przedstawicielami władz amerykańskich niekorzystny dla całego plemienia traktat z New Echota.
- Marie Tussaud utworzyła w Londynie muzeum figur woskowych.
- Upadek afrykańskiego państwa Oyo.
- Ludność Szwecji przekroczyła 3 mln osób (3025,4 tys.)

## Urodzili się
- 3 stycznia - Heinrich Marx, niemiecki duchowny katolicki, biskup pomocniczy wrocławski (zm. 1911)
- 10 stycznia – Yukichi Fukuzawa (jap. 福沢諭吉), japoński pisarz, przedsiębiorca i politolog, założył Uniwersytet Keiō (zm. 1901)
- 14 stycznia – Marcelo Spínola y Maestre, arcybiskup Sewilli, kardynał, błogosławiony katolicki (zm. 1906)
- 17 stycznia – Antoni Baranowski (lit. Antanas Baranauskas), polski i litewski poeta, biskup rzymskokatolicki (zm. 1902)
- 18 stycznia – Cezar Cui, rosyjski kompozytor (zm. 1918)
- 29 stycznia - Susan Coolidge, amerykańska pisarka (zm. 1905)
- 31 stycznia – Edward Jan Habich, polski inżynier i matematyk; uczestnik powstania styczniowego i honorowy obywatel Peru (zm. 1909)
- 6 marca – Marija Uljanowa, rosyjska nauczycielka, matka Włodzimierza Lenina (zm. 1916)
- 12 marca – Simon Newcomb, kanadyjski astronom, matematyk (zm. 1909)
- 14 marca – Giovanni Schiaparelli, włoski astronom (zm. 1910)
- 14 kwietnia – Jan Walery Jędrzejewicz, polski astronom i lekarz (zm. 1887)
- 30 kwietnia – Franz von Defregger, austriacki malarz (zm. 1921)
- 26 maja – Edward Alexander, amerykański oficer, dyrektor wykonawczy i prezes kilku linii kolejowych, pisarz (zm. 1910)
- 2 czerwca – Giuseppe Melchiorre Sarto, późniejszy papież i święty Kościoła katolickiego Pius X (zm. 1914)
- 10 czerwca - Rebecca Latimer Felton, amerykańska pisarka, polityk, senator ze stanu Georgia (zm. 1930)
- 23 czerwca – Helena Guerra, włoska zakonnica, błogosławiona katolicka (zm. 1914)
- 26 czerwca – Ottó Herman, węgierski ornitolog, entomolog i polityk (zm. 1914)
- 10 lipca – Henryk Wieniawski, polski kompozytor (zm. 1880)
- 27 lipca – Giosuè Carducci, włoski poeta, laureat Nagrody Nobla (zm. 1907)
- 24 sierpnia – Jan Jeziorański, polski działacz polityczny, członek władz powstania styczniowego (zm. 1864)
- 1 września – Rafał Kalinowski, uczestnik powstania styczniowego, polski karmelita bosy, święty katolicki (zm. 1907)
- 28 września – Leopold Świerz, polski taternik i badacz Tatr (zm. 1911)
- 9 października – Camille Saint-Saëns, francuski kompozytor (zm. 1921)
- 11 października – Theodore Thomas, amerykański dyrygent i skrzypek (zm. 1905)
- 13 października - Agnieszka Wirtemberska, niemiecka księżniczka (zm. 1886)
- 18 października – Bolesław Limanowski, polski historyk, socjolog, polityk, działacz socjalistyczny i niepodległościowy (zm. 1935)
- 30 października – Cyprian Godebski, polski rzeźbiarz (zm. 1909)
- 31 października – Krišjānis Barons, łotewski pisarz i folklorysta (zm. 1923)
- 6 listopada – Cesare Lombroso, włoski psychiatra, antropolog i kryminolog (zm. 1909)
- 8 listopada - Gotfryd Ossowski, polski archeolog, muzealnik (zm. 1897)
- 22 listopada - Anna Scheibler, polska fabrykantka, inwestorka, filantropka (zm. 1921)
- 25 listopada – Andrew Carnegie, amerykański przemysłowiec szkockiego pochodzenia (zm. 1919)
- 30 listopada – Mark Twain, amerykański pisarz (zm. 1910)
- 24 grudnia – Egyed Berzeviczy, węgierski właściciel ziemski oraz propagator tatrzańskiej turystyki pieszej (zm. 1906)
- 25 grudnia – Theodor Vogt, niemiecko-austriacki profesor pedagogiki (zm. 1906)
- data dzienna nieznana: 
  - Stanisław Chlebowski, polski malarz, podróżnik (zm. 1884)
  - Maria Guo Li, chińska męczennica, święta katolicka (zm. 1900)

## Zdarzenia astronomiczne
- Słońce osiągnęło lokalne maksimum aktywności.
- widoczna kometa Halleya.

## Święta ruchome
- Tłusty czwartek: 26 lutego
- Ostatki: 3 marca
- Popielec: 4 marca
- Niedziela Palmowa: 12 kwietnia
- Wielki Czwartek: 16 kwietnia
- Wielki Piątek: 17 kwietnia
- Wielka Sobota: 18 kwietnia
- Wielkanoc: 19 kwietnia
- Poniedziałek Wielkanocny: 20 kwietnia
- Wniebowstąpienie Pańskie: 28 maja
- Zesłanie Ducha Świętego: 7 czerwca
- Boże Ciało: 18 czerwca